# Segunda División Profesional de Uruguay
A Segunda División Profesional de Uruguay é uma competição que equivale à Segunda Divisão do futebol uruguaio.

## História

### Antecedentes (1903–1914)
Registros sobre uma eventual segunda divisão entre os anos de 1903 e 1914 são bem escassos. A competição teve duração limitada e, mesmo quando era disputada, nem sempre seus campeões eram autorizados a participar da primeira divisão.

### Divisional Intermedia (1915–1941)
A Divisional Intermedia exerceu a função de torneio equivalente à segunda divisão do futebol uruguaio de 1915 até o ano de 1942. A partir de então, a Intermedia passou a ocupar a posição de terceira divisão. Até 1931, suas edições ocorria de forma vinculada à primeira divisão, com acessos e rebaixamentos entre ambas. A partir de 1932, com o início do profissionalismo na primeira divisão, essas competições perderam sua vinculação. A situação mudou em 1937, quando o profissionalismo na segunda divisão começou a se tornar viável. Nesse contexto, foi restabelecido um sistema de acesso e rebaixamento, por meio de uma repescagem entre o último colocado da primeira divisão e o campeão do Intermedia. Esse modelo se manteve até 1940.

### Segunda Divisão Profissional do Uruguai
A segunda divisão profissional do Campeonato Uruguaio foi fundada em 1942 com o nome de Primera División "B", estabelecendo-se como a segunda competição em nível de hierarquia do futebol nacional, abaixo apenas da primeira divisão profissional. Garantindo de forma automática o acesso por temporada ao campeão. A Intermedia passou a ocupar então a posição de terceira divisão do futebol do Uruguai, nível esse que manteria até sua extinção em 1972.

### Mudança de nome
Em 1996, a divisão passou a se chamar oficialmente Segunda Divisão Profissional (Segunda División Profesional).

## Campeões

### Por edição
| SEGUNDA DIVISIÓN AMATEUR     |                                        |                                        |
| 1903                         | River Plate FC                         | [ 2 ]                                  |
| 1904                         | NÃO HOUVE COMPETIÇÃO                   | NÃO HOUVE COMPETIÇÃO                   |
| 1905                         | River Plate FC                         | [ 2 ]                                  |
| 1906                         | River Plate FC                         | [ 2 ]                                  |
| 1907                         | Bristol                                |                                        |
| 1908                         | Colón                                  |                                        |
| 1909                         | Libertad                               |                                        |
| 1910                         | NÃO HOUVE COMPETIÇÃO                   | NÃO HOUVE COMPETIÇÃO                   |
| 1911                         | Universal FC                           |                                        |
| 1912                         | Reformers                              |                                        |
| 1913                         | Independencia                          |                                        |
| 1914                         | Bristol                                |                                        |
| DIVISIONAL INTERMEDIA        |                                        |                                        |
| 1915                         | Dublin                                 |                                        |
| 1916                         | Charley                                |                                        |
| 1917                         | Misiones (atual Miramar Misiones)      |                                        |
| 1918                         | Belgrano                               |                                        |
| 1919                         | Liverpool                              |                                        |
| 1920                         | Lito                                   |                                        |
| 1921                         | Rampla Juniors                         |                                        |
| 1922                         | Bella Vista                            |                                        |
| 1923                         | Racing                                 |                                        |
| 1924                         | Capurro (atual CA River Plate)         |                                        |
| 1925                         | Colón                                  |                                        |
| 1926                         | Sud América                            |                                        |
| 1927                         | Colón                                  |                                        |
| 1928                         | Central Español                        |                                        |
| 1929                         | Racing                                 | [ 3 ]                                  |
| 1930                         | Racing                                 | [ 3 ]                                  |
| 1931                         | Colón                                  |                                        |
| 1932                         | Wilson                                 |                                        |
| 1933                         | Montevideo Olimpia                     |                                        |
| 1934                         | Maroñas                                |                                        |
| 1935                         | Miramar (atual Miramar Misiones)       |                                        |
| 1936                         | San Carlos                             |                                        |
| 1937                         | Liverpool                              |                                        |
| 1938                         | Progreso                               |                                        |
| 1939                         | Progreso                               |                                        |
| 1940                         | Cerro                                  |                                        |
| 1941                         | Cerro                                  |                                        |
| SEGUNDA DIVISÍON PROFESIONAL |                                        |                                        |
| 1942                         | Miramar (atual Miramar Misiones)       |                                        |
| 1943                         | CA River Plate                         |                                        |
| 1944                         | Rampla Juniors                         |                                        |
| 1945                         | Progreso                               |                                        |
| 1946                         | Cerro                                  |                                        |
| 1947                         | Danubio                                |                                        |
| 1948                         | NÃO FINALIZADO por greve dos jogadores | NÃO FINALIZADO por greve dos jogadores |
| 1949                         | Bella Vista                            |                                        |
| 1950                         | Defensor (atual Defensor Sporting)     |                                        |
| 1951                         | Sud América                            |                                        |
| 1952                         | Montevideo Wanderers                   |                                        |
| 1953                         | Miramar (atual Miramar Misiones)       |                                        |
| 1954                         | Sud América                            |                                        |
| 1955                         | Racing                                 | [ 3 ]                                  |
| 1956                         | Fénix                                  |                                        |
| 1957                         | Sud América                            |                                        |
| 1958                         | Racing                                 | [ 3 ]                                  |
| 1959                         | Fénix                                  |                                        |
| 1960                         | Danubio                                |                                        |
| 1961                         | Central Español                        |                                        |
| 1962                         | Montevideo Wanderers                   |                                        |
| 1963                         | Sud América                            |                                        |
| 1964                         | Colón                                  |                                        |
| 1965                         | Defensor (atual Defensor Sporting)     |                                        |
| 1966                         | Liverpool                              | [ 4 ]                                  |
| 1967                         | CA River Plate                         |                                        |
| 1968                         | Bella Vista                            |                                        |
| 1969                         | Huracán Buceo                          |                                        |
| 1970                         | Danubio                                |                                        |
| 1971                         | Rentistas                              |                                        |
| PRIMERA B                    |                                        |                                        |
| 1972                         | Montevideo Wanderers                   |                                        |
| 1973                         | Fénix                                  |                                        |
| 1974                         | Racing                                 | [ 3 ]                                  |
| 1975                         | Sud América                            |                                        |
| 1976                         | Bella Vista                            |                                        |
| 1977                         | Fénix                                  |                                        |
| 1978                         | CA River Plate                         |                                        |
| 1979                         | Progreso                               |                                        |
| 1980                         | Rampla Juniors                         |                                        |
| 1981                         | El Tanque Sisley                       |                                        |
| 1982                         | Colón                                  |                                        |
| 1983                         | Central Español                        |                                        |
| 1984                         | CA River Plate                         |                                        |
| 1985                         | Fénix                                  |                                        |
| 1986                         | Miramar Misiones                       |                                        |
| 1987                         | Liverpool                              | [ 4 ]                                  |
| 1988                         | Rentistas                              |                                        |
| 1989                         | Racing                                 | [ 3 ]                                  |
| 1990                         | El Tanque Sisley                       |                                        |
| 1991                         | CA River Plate                         |                                        |
| 1992                         | Rampla Juniors                         |                                        |
| 1993                         | Basáñez                                |                                        |
| 1994                         | Sud América                            |                                        |
| 1995                         | Huracán Buceo                          |                                        |
| 1996                         | Rentistas                              |                                        |
| SEGUNDA DIVISÍON PROFESIONAL |                                        |                                        |
| 1997                         | Bella Vista                            |                                        |
| 1998                         | Cerro                                  |                                        |
| 1999                         | Juventud                               |                                        |
| 2000                         | Montevideo Wanderers                   |                                        |
| 2001                         | Villa Española                         |                                        |
| 2002                         | Liverpool                              | [ 4 ]                                  |
| 2003                         | Cerrito                                | [ 5 ]                                  |
| 2004                         | CA River Plate                         |                                        |
| 2005                         | Bella Vista                            | [ 6 ]                                  |
| 2006                         | Progreso                               | [ 7 ]                                  |
| 2006–07                      | Fénix                                  | [ 8 ]                                  |
| 2007–08                      | Racing                                 | [ 3 ] [ 9 ]                            |
| 2008–09                      | Fénix                                  | [ 10 ]                                 |
| 2009–10                      | El Tanque Sisley                       | [ 11 ]                                 |
| 2010–11                      | Rentistas                              | [ 12 ]                                 |
| 2011–12                      | Central Español                        | [ 13 ]                                 |
| 2012–13                      | Sud América                            | [ 14 ]                                 |
| 2013–14                      | Tacuarembó                             | [ 15 ]                                 |
| 2014–15                      | Liverpool                              | [ 4 ] [ 16 ]                           |
| 2015–16                      | Rampla Juniors                         | [ 17 ]                                 |
| 2016                         | El Tanque Sisley                       | [ 18 ]                                 |
| 2017                         | Torque                                 | [ 19 ]                                 |
| 2018                         | Cerro Largo                            | [ 20 ]                                 |
| 2019                         | Torque                                 | [ 21 ]                                 |
| 2020                         | Cerrito                                | [ 22 ]                                 |
| 2021                         | Albion                                 | [ 23 ]                                 |
| 2022                         | Racing                                 | [ 24 ]                                 |
| 2023                         | Miramar Misiones                       | [ 25 ]                                 |
| 2024                         | Plaza Colonia                          |                                        |

## Títulos por equipe

### Fase Amadora
| Segunda División (1903–1914)      |       |                        |         |                      |
| Clube                             | Total | Ano(s) do(s) título(s) | Vice(s) | Ano(s) do(s) vice(s) |
| River Plate FC                    | 3     | 1903, 1905, 1906       | ?       | ?                    |
| Bristol                           | 1     | 1907                   | ?       | ?                    |
| Central                           | 1     | 1908                   | ?       | ?                    |
| C.U.R.C.C. (II)                   | 1     | 1909                   | ?       | ?                    |
| Nacional (II)                     | 1     | 1910                   | ?       | ?                    |
| Universal                         | 1     | 1911                   | ?       | ?                    |
| Reformers                         | 1     | 1912                   | ?       | ?                    |
| Independencia                     | 1     | 1913                   | ?       | ?                    |
| Defensor                          | 1     | 1914                   | ?       | ?                    |
| Divisional Intermedia (1915–1941) |       |                        |         |                      |
| Clube                             | Total | Ano(s) do(s) título(s) | Vice(s) | Ano(s) do(s) vice(s) |
| Racing                            | 3     | 1923, 1929, 1930       | ?       | ?                    |
| Colón                             | 3     | 1925, 1927, 1931       | ?       | ?                    |
| Liverpool                         | 3     | 1919, 1936, 1937       | ?       | ?                    |
| Misiones                          | 2     | 1917, 1935             | ?       | ?                    |
| Progreso                          | 2     | 1938, 1939             | ?       | ?                    |
| Cerro                             | 2     | 1940, 1941             | ?       | ?                    |
| Dublin                            | 1     | 1915                   | ?       | ?                    |
| Charley                           | 1     | 1916                   | ?       | ?                    |
| Belgrano                          | 1     | 1918                   | ?       | ?                    |
| Lito                              | 1     | 1920                   | ?       | ?                    |
| Rampla Juniors                    | 1     | 1921                   | ?       | ?                    |
| Bella Vista                       | 1     | 1922                   | ?       | ?                    |
| Capurro                           | 1     | 1924                   | ?       | ?                    |
| Sud América                       | 1     | 1926                   | ?       | ?                    |
| Central                           | 1     | 1928                   | ?       | ?                    |
| Wilson                            | 1     | 1932                   | ?       | ?                    |
| Montevideo Olimpia                | 1     | 1933                   | ?       | ?                    |
| Maroñas                           | 1     | 1934                   | ?       | ?                    |

### Fase Profissional
| Primera "B" (1942–1995) / Segunda División Profesional (1996–) |       |                                          |         |                      |
| Clube                                                          | Total | Ano(s) do(s) título(s)                   | Vice(s) | Ano(s) do(s) vice(s) |
| Fénix                                                          | 7     | 1956, 1959, 1973, 1977, 1985, 2007, 2009 | ?       | ?                    |
| Sud América                                                    | 7     | 1951, 1954, 1957, 1963, 1975, 1994, 2013 | ?       | ?                    |
| River Plate                                                    | 6     | 1943, 1967, 1978, 1984, 1991, 2004       | ?       | ?                    |
| Racing                                                         | 6     | 1955, 1958, 1974, 1989, 2008, 2022       | ?       | ?                    |
| Bella Vista                                                    | 5     | 1949, 1968, 1976, 1997, 2005             | ?       | ?                    |
| Montevideo Wanderers                                           | 4     | 1952, 1962, 1972, 2000                   | ?       | ?                    |
| Rentistas                                                      | 4     | 1971, 1988, 1996, 2011                   | ?       | ?                    |
| Liverpool                                                      | 4     | 1966, 1987, 2002, 2015                   | ?       | ?                    |
| Rampla Juniors                                                 | 4     | 1944, 1980, 1992, 2016–I                 | ?       | ?                    |
| El Tanque Sisley                                               | 4     | 1981, 1990, 2010, 2016–II                | ?       | ?                    |
| Miramar Misiones                                               | 4     | 1942, 1953, 1986, 2023                   | ?       | ?                    |
| Danubio                                                        | 3     | 1947, 1960, 1970                         | ?       | ?                    |
| Progreso                                                       | 3     | 1945, 1979, 2006                         | ?       | ?                    |
| Central Español                                                | 3     | 1961, 1983, 2012                         | ?       | ?                    |
| Defensor Sporting                                              | 2     | 1950, 1965                               | ?       | ?                    |
| Colón                                                          | 2     | 1964, 1982                               | ?       | ?                    |
| Huracán Buceo                                                  | 2     | 1969, 1995                               | ?       | ?                    |
| Cerro                                                          | 2     | 1946, 1998                               | ?       | ?                    |
| Torque                                                         | 2     | 2017, 2019                               | ?       | ?                    |
| Cerrito                                                        | 2     | 2003, 2020                               | ?       | ?                    |
| Basáñez                                                        | 1     | 1993                                     | ?       | ?                    |
| Juventud                                                       | 1     | 1999                                     | ?       | ?                    |
| Villa Española                                                 | 1     | 2001                                     | ?       | ?                    |
| Tacuarembó                                                     | 1     | 2014                                     | ?       | ?                    |
| Cerro Largo                                                    | 1     | 2018                                     | ?       | ?                    |
| Albion                                                         | 1     | 2021                                     | ?       | ?                    |

## Promoção e rebaixamento
| Edição  | Promovidos para a primeira divisão                                                  | Promovidos para a primeira divisão                                                  | Promovidos para a primeira divisão                                                  | Rebaixados para a terceira divisão                                                  | Rebaixados para a terceira divisão                                                  | Rebaixados para a terceira divisão                                                  | Refs.                |
| Edição  | Campeão                                                                             | Segundo                                                                             | Terceiro                                                                            | Terceiro                                                                            | Segundo                                                                             | Primeiro                                                                            | Refs.                |
| ------- | ----------------------------------------------------------------------------------- | ----------------------------------------------------------------------------------- | ----------------------------------------------------------------------------------- | ----------------------------------------------------------------------------------- | ----------------------------------------------------------------------------------- | ----------------------------------------------------------------------------------- | -------------------- |
| 1942    | Miramar                                                                             | —                                                                                   | —                                                                                   | —                                                                                   | —                                                                                   | Misiones                                                                            | [ 26 ] [ 27 ] [ 28 ] |
| 1943    | River Plate                                                                         | —                                                                                   | —                                                                                   | —                                                                                   | —                                                                                   | Wilson                                                                              | [ 26 ] [ 27 ] [ 28 ] |
| 1944    | Rampla Juniors                                                                      | —                                                                                   | —                                                                                   | —                                                                                   | —                                                                                   | Colón                                                                               | [ 26 ] [ 27 ] [ 28 ] |
| 1945    | Progreso                                                                            | —                                                                                   | —                                                                                   | —                                                                                   | —                                                                                   | San Carlos                                                                          | [ 26 ] [ 27 ] [ 28 ] |
| 1946    | Cerro                                                                               | —                                                                                   | —                                                                                   | —                                                                                   | —                                                                                   | Fénix                                                                               | [ 26 ] [ 27 ] [ 28 ] |
| 1947    | Danubio                                                                             | —                                                                                   | —                                                                                   | —                                                                                   | —                                                                                   | Olivol                                                                              | [ 26 ] [ 27 ] [ 28 ] |
| 1948    | Neste ano, o referido campeonato não foi disputado devido a uma greve de jogadores. | Neste ano, o referido campeonato não foi disputado devido a uma greve de jogadores. | Neste ano, o referido campeonato não foi disputado devido a uma greve de jogadores. | Neste ano, o referido campeonato não foi disputado devido a uma greve de jogadores. | Neste ano, o referido campeonato não foi disputado devido a uma greve de jogadores. | Neste ano, o referido campeonato não foi disputado devido a uma greve de jogadores. | [ 26 ] [ 27 ] [ 28 ] |
| 1949    | Bella Vista                                                                         | —                                                                                   | —                                                                                   | —                                                                                   | —                                                                                   | Bahía                                                                               | [ 26 ] [ 27 ] [ 28 ] |
| 1950    | Defensor Sporting                                                                   | —                                                                                   | —                                                                                   | —                                                                                   | —                                                                                   | Canillitas                                                                          | [ 26 ] [ 27 ] [ 28 ] |
| 1951    | Sud América                                                                         | —                                                                                   | —                                                                                   | —                                                                                   | —                                                                                   | Uruguay Montevideo                                                                  | [ 26 ] [ 27 ] [ 28 ] |
| 1952    | Wanderers                                                                           | —                                                                                   | —                                                                                   | —                                                                                   | —                                                                                   | Artigas                                                                             | [ 26 ] [ 27 ] [ 28 ] |
| 1953    | Miramar                                                                             | —                                                                                   | —                                                                                   | —                                                                                   | —                                                                                   | Mar de Fondo                                                                        | [ 26 ] [ 27 ] [ 28 ] |
| 1954    | Sud América                                                                         | —                                                                                   | —                                                                                   | —                                                                                   | —                                                                                   | Cerrito                                                                             | [ 26 ] [ 27 ] [ 28 ] |
| 1955    | Racing                                                                              | —                                                                                   | —                                                                                   | —                                                                                   | —                                                                                   | Progreso                                                                            | [ 26 ] [ 27 ] [ 28 ] |
| 1956    | Fénix                                                                               | —                                                                                   | —                                                                                   | —                                                                                   | —                                                                                   | Uruguay Montevideo                                                                  | [ 26 ] [ 27 ] [ 28 ] |
| 1957    | Sud América                                                                         | —                                                                                   | —                                                                                   | —                                                                                   | —                                                                                   | Bella Vista                                                                         | [ 26 ] [ 27 ] [ 28 ] |
| 1958    | Racing                                                                              | —                                                                                   | —                                                                                   | —                                                                                   | —                                                                                   | Miramar                                                                             | [ 26 ] [ 27 ] [ 28 ] |
| 1959    | Fénix                                                                               | —                                                                                   | —                                                                                   | —                                                                                   | —                                                                                   | Mar de Fondo                                                                        | [ 26 ] [ 27 ] [ 28 ] |
| 1960    | Danubio                                                                             | —                                                                                   | —                                                                                   | —                                                                                   | —                                                                                   | —                                                                                   | [ 26 ] [ 27 ] [ 28 ] |
| 1961    | Central                                                                             | —                                                                                   | —                                                                                   | —                                                                                   | —                                                                                   | Huracán Buceo                                                                       | [ 26 ] [ 27 ] [ 28 ] |
| 1962    | Wanderers                                                                           | —                                                                                   | —                                                                                   | —                                                                                   | —                                                                                   | Progreso                                                                            | [ 26 ] [ 27 ] [ 28 ] |
| 1963    | Sud América                                                                         | —                                                                                   | —                                                                                   | —                                                                                   | —                                                                                   | Uruguay Montevideo                                                                  | [ 26 ] [ 27 ] [ 28 ] |
| 1964    | Colón                                                                               | —                                                                                   | —                                                                                   | —                                                                                   | —                                                                                   | Canillitas                                                                          | [ 26 ] [ 27 ] [ 28 ] |
| 1965    | Defensor Sporting                                                                   | —                                                                                   | —                                                                                   | —                                                                                   | —                                                                                   | Misiones                                                                            | [ 26 ] [ 27 ] [ 28 ] |
| 1966    | Liverpool                                                                           | —                                                                                   | —                                                                                   | —                                                                                   | —                                                                                   | Platense                                                                            | [ 26 ] [ 27 ] [ 28 ] |
| 1967    | River Plate                                                                         | —                                                                                   | —                                                                                   | —                                                                                   | —                                                                                   | Mar de Fondo                                                                        | [ 26 ] [ 27 ] [ 28 ] |
| 1968    | Bella Vista                                                                         | —                                                                                   | —                                                                                   | —                                                                                   | —                                                                                   | Uruguay Montevideo                                                                  | [ 26 ] [ 27 ] [ 28 ] |
| 1969    | Huracán Buceo                                                                       | —                                                                                   | —                                                                                   | —                                                                                   | —                                                                                   | Alto Perú                                                                           | [ 26 ] [ 27 ] [ 28 ] |
| 1970    | Danubio                                                                             | —                                                                                   | —                                                                                   | —                                                                                   | —                                                                                   | Mar de Fondo                                                                        | [ 26 ] [ 27 ] [ 28 ] |
| 1971    | Rentistas                                                                           | —                                                                                   | —                                                                                   | —                                                                                   | —                                                                                   | La Luz                                                                              | [ 26 ] [ 27 ] [ 28 ] |
| 1972    | Wanderers                                                                           | —                                                                                   | —                                                                                   | —                                                                                   | —                                                                                   | Misiones                                                                            | [ 26 ] [ 27 ] [ 28 ] |
| 1973    | Fénix                                                                               | —                                                                                   | —                                                                                   | —                                                                                   | Cerrito                                                                             | Miramar                                                                             | [ 26 ] [ 27 ] [ 28 ] |
| 1974    | Racing                                                                              | —                                                                                   | —                                                                                   | —                                                                                   | —                                                                                   | Progreso                                                                            | [ 26 ] [ 27 ] [ 28 ] |
| 1975    | Sud América                                                                         | —                                                                                   | —                                                                                   | —                                                                                   | Villa Española                                                                      | Salus                                                                               | [ 26 ] [ 27 ] [ 28 ] |
| 1976    | Bella Vista                                                                         | —                                                                                   | —                                                                                   | —                                                                                   | —                                                                                   | Progreso                                                                            | [ 26 ] [ 27 ] [ 28 ] |
| 1977    | Fénix                                                                               | —                                                                                   | —                                                                                   | —                                                                                   | —                                                                                   | Misiones                                                                            | [ 26 ] [ 27 ] [ 28 ] |
| 1978    | River Plate                                                                         | —                                                                                   | —                                                                                   | —                                                                                   | —                                                                                   | El Tanque Sisley                                                                    | [ 26 ] [ 27 ] [ 28 ] |
| 1979    | Progreso                                                                            | —                                                                                   | —                                                                                   | —                                                                                   | —                                                                                   | Uruguay Montevideo                                                                  | [ 26 ] [ 27 ] [ 28 ] |
| 1980    | Rampla Juniors                                                                      | —                                                                                   | —                                                                                   | —                                                                                   | —                                                                                   | —                                                                                   | [ 26 ] [ 27 ] [ 28 ] |
| 1981    | El Tanque Sisley                                                                    | —                                                                                   | —                                                                                   | —                                                                                   | Alto Perú                                                                           | Universidad Mayor                                                                   | [ 26 ] [ 27 ] [ 28 ] |
| 1982    | Colón                                                                               | —                                                                                   | —                                                                                   | Basáñez                                                                             | Salus                                                                               | La Luz                                                                              | [ 26 ] [ 27 ] [ 28 ] |
| 1983    | Central Español                                                                     | —                                                                                   | —                                                                                   | —                                                                                   | —                                                                                   | El Tanque Sisley                                                                    | [ 26 ] [ 27 ] [ 28 ] |
| 1984    | River Plate                                                                         | —                                                                                   | —                                                                                   | —                                                                                   | —                                                                                   | Villa Española                                                                      | [ 26 ] [ 27 ] [ 28 ] |
| 1985    | Fénix                                                                               | —                                                                                   | —                                                                                   | —                                                                                   | —                                                                                   | Colón                                                                               | [ 26 ] [ 27 ] [ 28 ] |
| 1986    | Miramar Misiones                                                                    | —                                                                                   | —                                                                                   | —                                                                                   | —                                                                                   | Huracán F.C.                                                                        | [ 26 ] [ 27 ] [ 28 ] |
| 1987    | Liverpool                                                                           | —                                                                                   | —                                                                                   | —                                                                                   | —                                                                                   | Oriental de La Paz                                                                  | [ 26 ] [ 27 ] [ 28 ] |
| 1988    | Rentistas                                                                           | —                                                                                   | —                                                                                   | —                                                                                   | —                                                                                   | Villa Teresa                                                                        | [ 26 ] [ 27 ] [ 28 ] |
| 1989    | Racing                                                                              | —                                                                                   | —                                                                                   | —                                                                                   | —                                                                                   | —                                                                                   | [ 26 ] [ 27 ] [ 28 ] |
| 1990    | El Tanque Sisley                                                                    | —                                                                                   | —                                                                                   | —                                                                                   | —                                                                                   | Fénix                                                                               | [ 26 ] [ 27 ] [ 28 ] |
| 1991    | River Plate                                                                         | —                                                                                   | —                                                                                   | —                                                                                   | —                                                                                   | Villa Española                                                                      | [ 26 ] [ 27 ] [ 28 ] |
| 1992    | Rampla Juniors                                                                      | —                                                                                   | —                                                                                   | —                                                                                   | —                                                                                   | Villa Teresa                                                                        | [ 26 ] [ 27 ] [ 28 ] |
| 1993    | Basáñez                                                                             | Central Español                                                                     | —                                                                                   | —                                                                                   | —                                                                                   | Huracán F.C.                                                                        | [ 26 ] [ 27 ] [ 28 ] |
| 1994    | Sud América                                                                         | —                                                                                   | —                                                                                   | —                                                                                   | —                                                                                   | Sportivo Italiano                                                                   | [ 26 ] [ 27 ] [ 28 ] |
| 1995    | Huracán Buceo                                                                       | —                                                                                   | —                                                                                   | —                                                                                   | La Luz                                                                              | Uruguay Montevideo                                                                  | [ 26 ] [ 27 ] [ 28 ] |
| 1996    | Rentistas                                                                           | Racing                                                                              | —                                                                                   | —                                                                                   | Cerrito                                                                             | Platense                                                                            | [ 26 ] [ 27 ] [ 28 ] |
| 1997    | Bella Vista                                                                         | Villa Española                                                                      | —                                                                                   | —                                                                                   | —                                                                                   | —                                                                                   | [ 26 ] [ 27 ] [ 28 ] |
| 1998    | Cerro                                                                               | Deportivo Maldonado                                                                 | Frontera Rivera                                                                     | —                                                                                   | —                                                                                   | —                                                                                   | [ 26 ] [ 27 ] [ 28 ] |
| 1999    | Juventud                                                                            | Villa Española                                                                      | Racing                                                                              | —                                                                                   | —                                                                                   | Colón                                                                               | [ 26 ] [ 27 ] [ 28 ] |
| 2000    | Wanderers                                                                           | Central Español                                                                     | Fénix                                                                               | —                                                                                   | Cerrito                                                                             | Villa Teresa                                                                        | [ 26 ] [ 27 ] [ 28 ] |
| 2001    | Villa Española                                                                      | Progreso                                                                            | —                                                                                   | —                                                                                   | —                                                                                   | —                                                                                   | [ 26 ] [ 27 ] [ 28 ] |
| 2002    | Liverpool                                                                           | Miramar Misiones                                                                    | Deportivo Colonia                                                                   | —                                                                                   | —                                                                                   | —                                                                                   | [ 26 ] [ 27 ] [ 28 ] |
| 2003    | Cerrito                                                                             | Rentistas                                                                           | Rocha                                                                               | —                                                                                   | —                                                                                   | —                                                                                   | [ 26 ] [ 27 ] [ 28 ] |
| 2004    | River Plate                                                                         | Rampla Juniors                                                                      | Paysandú                                                                            | —                                                                                   | —                                                                                   | —                                                                                   | [ 26 ] [ 27 ] [ 28 ] |
| 2005    | Bella Vista                                                                         | Central Español                                                                     | —                                                                                   | —                                                                                   | —                                                                                   | —                                                                                   | [ 26 ] [ 27 ] [ 28 ] |
| 2006    | Progreso                                                                            | —                                                                                   | —                                                                                   | —                                                                                   | —                                                                                   | —                                                                                   | [ 26 ] [ 27 ] [ 28 ] |
| 2006–07 | Fénix                                                                               | Cerro                                                                               | Juventud                                                                            | —                                                                                   | —                                                                                   | —                                                                                   | [ 26 ] [ 27 ] [ 28 ] |
| 2007–08 | Racing                                                                              | Cerro Largo                                                                         | Villa Española                                                                      | —                                                                                   | Platense                                                                            | Uruguay Montevideo                                                                  | [ 26 ] [ 27 ] [ 28 ] |
| 2008–09 | Fénix                                                                               | Cerrito                                                                             | Atenas                                                                              | —                                                                                   | Basáñez                                                                             | La Luz                                                                              | [ 26 ] [ 27 ] [ 28 ] |
| 2009–10 | El Tanque Sisley                                                                    | Bella Vista                                                                         | Miramar Misiones                                                                    | —                                                                                   | —                                                                                   | Huracán Buceo                                                                       | [ 26 ]               |
| 2010–11 | Rentistas                                                                           | Cerrito                                                                             | Cerro Largo                                                                         | —                                                                                   | —                                                                                   | —                                                                                   | [ 26 ]               |
| 2011–12 | Central Español                                                                     | Juventud                                                                            | Progreso                                                                            | —                                                                                   | —                                                                                   | —                                                                                   | [ 26 ]               |
| 2012–13 | Sud América                                                                         | Rentistas                                                                           | Miramar Misiones                                                                    | —                                                                                   | —                                                                                   | —                                                                                   | [ 26 ]               |
| 2013–14 | Tacuarembó                                                                          | Atenas                                                                              | Rampla Juniors                                                                      | —                                                                                   | —                                                                                   | —                                                                                   | [ 26 ] [ 29 ]        |
| 2014–15 | Liverpool                                                                           | Plaza Colonia                                                                       | Villa Teresa                                                                        | —                                                                                   | —                                                                                   | Cerrito                                                                             | [ 26 ] [ 30 ]        |
| 2015–16 | Rampla Juniors                                                                      | Boston River                                                                        | Villa Española                                                                      | —                                                                                   | —                                                                                   | Rocha                                                                               | [ 31 ]               |
| 2016    | El Tanque Sisley                                                                    | —                                                                                   | —                                                                                   | —                                                                                   | —                                                                                   | —                                                                                   | [ 31 ]               |
| 2017    | Torque                                                                              | Atenas                                                                              | Progreso                                                                            | —                                                                                   | Huracán F.C.                                                                        | Canadian                                                                            | [ 32 ]               |
| 2018    | Cerro Largo                                                                         | Juventud                                                                            | Plaza Colonia                                                                       | —                                                                                   | Miramar Misiones                                                                    | Oriental de La Paz                                                                  | [ 33 ]               |
| 2019    | Torque                                                                              | Deportivo Maldonado                                                                 | Rentistas                                                                           | —                                                                                   | Bella Vista                                                                         | El Tanque Sisley                                                                    | [ 34 ]               |
| 2020    | Cerrito                                                                             | Villa Española                                                                      | Sud América                                                                         | —                                                                                   | —                                                                                   | Tacuarembó                                                                          | [ 35 ]               |
| 2021    |                                                                                     | Danubio                                                                             | Defensor Sporting                                                                   | —                                                                                   | Villa Teresa                                                                        | Rocha                                                                               | [ 36 ]               |
| 2022    | Racing                                                                              | La Luz                                                                              | Cerro                                                                               | —                                                                                   | Central Español                                                                     | Villa Española                                                                      | [ 37 ]               |
| 2023    | Miramar Misiones                                                                    | Progreso                                                                            | Rampla Juniors                                                                      | —                                                                                   | Bella Vista                                                                         | Potencia                                                                            | [ 38 ]               |
| 2024    | Plaza Colonia                                                                       | Montevideo City                                                                     | Juventud                                                                            | —                                                                                   | Cooper                                                                              | Sud América                                                                         | [ 39 ]               |
| 2025    | em disputa                                                                          | em disputa                                                                          | em disputa                                                                          | —                                                                                   | em disputa                                                                          | em disputa                                                                          |                      |